# Amadassa
Amadassa (łac. Dioecesis Amadassenus) – stolica historycznej diecezji w Cesarstwie Rzymskim (prowincja Frygia), współcześnie w Turcji. Od 1933 katolickie biskupstwo tytularne (wakujące od 1970).

## Biskupi tytularni
| Lp. | Biskup                           | Funkcja                              | Od               | Do              |
| --- | -------------------------------- | ------------------------------------ | ---------------- | --------------- |
| 1   | Francis Tiburtius Roche SJ       | emerytowany biskup Tuticorin (Indie) | 26 lipca 1953    | 17 grudnia 1955 |
| 2   | François-Xavier Lacoursière MAfr | emerytowany biskup Mbarary (Uganda)  | 20 kwietnia 1956 | 15 marca 1970   |